# Sintice

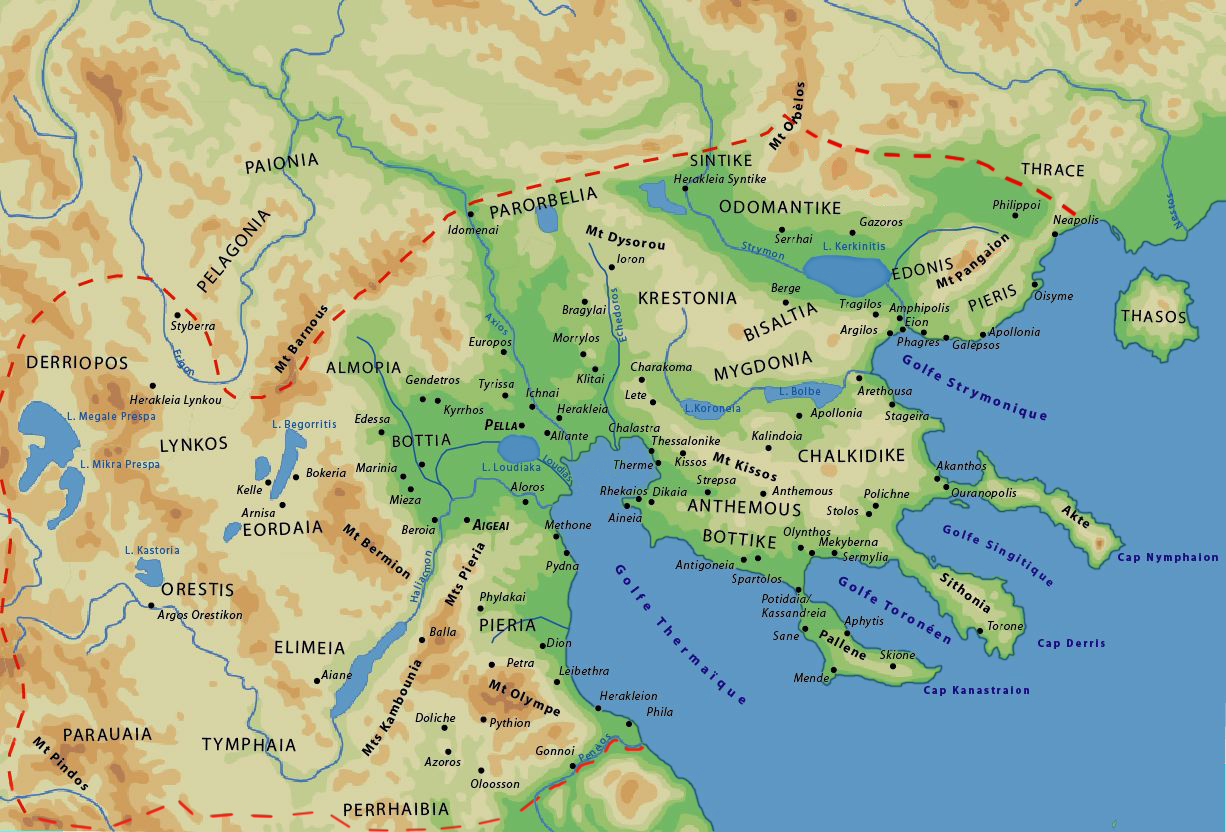
Carte du Royaume de Macédoine avec le district de Sintice situé au nord-est.

Sintice (Σιντική / Syntiké) est une région du royaume de Macédoine. Elle est située au nord de Bisaltie et de l'Odomantice, jusqu'au mont Messapio, et à l'ouest de la Crestonie et du sud de la Péonie jusqu'au fleuve Strymon et au mont Orvilos. Son nom est dérivé des Sintiens, une tribu qui a habité la région. Au-delà, s'étend la Médice (Médiké) qui est tenue par la puissante tribu thrace des Médi contre laquelle les Macédoniens ont été en guerre.

## De la périodes archaïque à la période hellénistique
La Sintice a été habitée par la tribu des Sintiens (Σίντιοι, Σίντοι). Strabon les décrit comme étant des Thraces mais d'autres auteurs affirment qu'ils sont des Pélasges, étroitement liés aux habitants indigènes de Samothrace. Homère les décrit avec l'adjectif agriophones (« de langage sauvage »).
La région compte de nombreuses villes : Héraclée Sintique, Paroecopolis, Skotousa, Gareskos, Orbelia et Tristolos. La plus importante d'entre elles est Héraclée, qui a été construite par Amyntas III. Le roi macédonien a remporté une grande victoire contre les barbares et en raison de cela il a construit la ville en l'honneur d'Héraclès, dont les rois macédoniens se réclamaient être les descendants. Il a fortifié la ville avec des murs imprenables, dont certaines parties sont encore visibles aujourd'hui. À l'époque de la dynastie des Antigonides, la ville est devenue la capitale du district de Sintice et le siège de l'éparchie de Péonie, comme le mentionne Tite-Live.

## Période romaine et suivante
En 168 av. J.-C. Persée, le dernier roi de Macédoine et fils de Philippe V, tue à Heraclée son frère Démétrios, successeur du trône macédonien. Les raisons du fratricide sont doubles ; la rivalité des deux frères et l'influence pro-romaine de la victime, qui, enfant, a été élevé à Rome. Avec la mort de Démétrios, les Romains trouvent une raison d'aller faire la guerre aux Macédoniens qui commence dès lors.
Les Sintiens, Médi et d'autres peuples se sont rangés du côté de Persée et ont combattu les Romains avec ardeur. Cependant, après la bataille de Pydna (168 av. J.-C.), les Romains ont conquis le royaume de Macédoine. Après cela, le royaume a été divisé en quatre États vassaux et la Sintice a été incluse dans le premier, avec Amphipolis comme capitale. Par la suite, après la  bataille de Philippes en 42 av. J.-C., l'ancienne capitale de Sintice, Héraclée, est transformée en « ville libre » comme le mentionne Tite-Live. Elle existe encore au Xe siècle apr. J.-C. quand elle est mentionnée pour la dernière fois par Hiéroclès et Constantin VII.